# Jason Lytle
Pour les articles homonymes, voir Lytle.
Jason Lytle (né à Modesto, Californie le 26 mars 1969) est un chanteur, musicien et auteur-compositeur américain. Leader du groupe californien Grandaddy, il poursuit aussi une carrière en solo.

## Biographie
Jason Lytle est venu à la musique dès son plus jeune âge, il jouait déjà de la batterie enfant. Durant son adolescence, il se passionne pour le skateboard, et commence une carrière amateur sponsorisée. Il doit y mettre fin en 1992, victime d'une rupture des ligaments du genou. Il revient alors à sa première passion, la musique, et se remet à écrire des chansons, puis investit dans un home-studio. Finalement, il s'y consacre totalement et monte le groupe Grandaddy avec ses amis Kevin Garcia, Aaron Burtch, Tim Dryden et Jim Fairchild, tous issus comme lui de Modesto, ville agricole de Californie. Après avoir enchainé concerts de démos pendant des années, Grandaddy signe chez V2 Records et sort son premier album, Under The Western Freeway, en 1998. Suivront en 2000The Sophtware Slump, acclamé par les critiques, puis Sumday en 2003, album dont Jason Lytle est particulièrement fier.
Avec le succès grandissant se multiplient les tournées interminables, insupportables pour Lytle. Épuisé par cette nouvelle vie et touché par des problèmes de drogue, le leader de Grandaddy se coupe de plus en plus des autres membres du groupe. Dès Sumday, les membres du groupe se voient peu hors des concerts. En 2005 et 2006 sortent le mini album Excerpts From the Diary of Todd Zilla puis Just Like the Fambly Cat, dernier album sous le nom de Grandaddy. Jason Lytle enregistre tous les instruments, seuls Aaron Burtch et Kevin Garcia apportent une contribution limitée (batterie et chœurs). Ce dernier album ne fera l'objet d'aucune réelle promotion, et Lytle le défendra seul en donnant quelques concerts acoustiques aux États-Unis, parfois accompagné d'Aaron Burtch]à la batterie.
En décembre 2005, six mois avant la sortie de Just Like The Fambly Cat, le groupe décide de mettre fin à l'aventure, commencée treize ans plus tôt. Outre la rupture au sein du groupe, ses membres peinent à gagner leur vie, malgré le succès critique, et ne supportent plus les longues tournées.
Au début de 2006, la drogue oubliée, Jason Lytle quitte Modesto, où il a toujours vécu, pour aller vivre dans le Montana. Il explique ne plus supporter l'ambiance oppressante, les engrais et les pesticides de l'agriculture intensive de sa ville natale. Il commence une nouvelle vie dans le Montana, profite de la montagne pour pratiquer ses activités favorites, randonnées, vélo, ski. Il continue à pratiquer le skateboard, et surtout, à écrire des chansons.
Le 19 mai 2009 est sorti son premier album solo officiel, Yours truly, the Commuter, sur le label ANTI-Records. Il a donné quelques concerts aux États-Unis et en Europe.
Il est désormais également membre du groupe Admiral Radley dont le premier album est sorti au mois de juillet 2010.

## Collaborations
Jason Lytle a notamment produit le deuxième album du groupe normand Maarten, My Favourite Sheriff, en 2008. Il a également produit le groupe de Portland Rodriguez, dont est issu M. Ward sur le label de Grandaddy Sweat Of The Alps. En 2009, Lytle participe au morceau To Save Me de l'album de M. Ward Hold Time et est également invité à chanter sur deux titres de l'album Dark night of the Soul (projet commun de Danger Mouse et Sparklehorse). En 2012, il chante sur le morceau Where went the mighty Quinn? de Chapi Chapo et les petites musiques de pluie, présent sur l'album, Robotank-Z.
En 2012, il participe à un projet à Cognac, en France avec la chorale du collège St-Joseph, le Young Rapture Choir, montée par Patrice Cleyrat, un professeur de musique . Interprétant avec sa chorale des reprises de Grandaddy depuis des années, ce dernier avait déjà pris  contact avec le chanteur au cours des années pour lui proposer de participer à plusieurs concerts en leur compagnie. Ce projet a abouti à trois représentations en France en juin 2012. Jason a filmé à l'aide de sa caméra, les moments les plus importants et les plus significatifs de cette rencontre.[réf. nécessaire]
En 2021, il signe la bande originale du film documentaire français Les Sorcières de l'Orient.

## Note et référence
1. ↑  Maarten sort Jason Lytle de sa retraite, Popnews, 5 octobre 2006